# Dendrogale
Dendrogale is een geslacht van zoogdieren uit de familie van de echte toepaja's (Tupaiidae). De wetenschappelijke naam van het geslacht werd in 1848 gepubliceerd door John Edward Gray.

## Soorten
Er worden 2 soorten in dit geslacht geplaatst:
- Dendrogale melanura (Thomas, 1892) – Zuidelijke zachtstaarttoepaja
- Dendrogale murina (Schlegel & S. Müller, 1843) – Noordelijke zachtstaarttoepaja